# Sapeurs-pompiers (Bénin)
Le Groupement National des Sapeurs-pompiers du Bénin (GNSP), fait partie des forces armées béninoises créé par décret n°9O-192 du 20 août 1990 portant création du groupement national des Sapeurs-pompiers du Bénin. Il est chargé de la gestion d'urgences liées aux incendies et autres catastrophes sur le territoire béninois et de protéger les populations des accidents qui les menacent.

## Histoire
Le groupement national des sapeurs-pompiers est créé le 20 août 1990 sous le président Mathieu Kérékou et le premier ministre d'alors Nicéphore Soglo. En juillet 2024, le gouvernement de Patrice Talon annonce le détachement des sapeurs-pompiers béninois pour assister l'Agence béninoise de Protection civile. En 1998, le GNSP est mis à la disposition du ministère de l'intérieur pour emploi.

## Statuts et Fonctionnement
Placé sous l'autorité de l'Etat major de l'armée de terre, ce groupement constitue un corps militaire « chargé de la protection des populations et de leurs biens contre les incendies, les accidents, et autres catastrophes ». En 2021, les sapeurs-pompiers du Bénin font 12.109 interventions participer au sauver 9. 230 personnes contre 510 décès 315 sur les axes routiers et 89 autres par noyade.

## Liste des directeurs sucessifs
Le Colonel Sanni Gomina est nommé directeur du Groupement National des Sapeurs-pompiers du Bénin en 2020,,.

## Localisation
En 2001, le président Mathieu Kérékou implante par décret le poste de commandement du Groupement National des Sapeurs-pompiers à Cotonou, dans le Département du Littoral.